# Міс
Міс (англ. Miss, скорочене від англ. mistress), — форма звертання до неодруженої жінки в англомовних країнах. Зазвичай вживається як пряме звертання, а також перед прізвищем, ім'ям. Іншомовні відповідники — мадемуазель (фр.), українською панна.
- Слово міс вживали для назви виховательки або гувернантки у дореволюційній Росії незалежно від її шлюбного статусу.
- Сьогодні також вживається і як титул переможниці конкурсу краси (Міс Земля, Міс Всесвіт, Міс Україна тощо).

До одруженої жінки в англомовних країнах вживається слово «місис» (англ. missis, Mrs). Таке розрізнення в англомовних країнах зазнало феміністської критики через мовне уречевлення жінки (так, з 2012 року слово «мадемуазель» завдяки зусиллям жіночого руху заборонене до вжитку в офіційних документах Франції): звернення «Ms» [mız] може бути використане для жінок незалежно від сімейного стану. Один з найвідоміших феміністських журналів другої хвилі має назву «Ms.».
Аналогом звертання до чоловіків (без залежності від їх шлюбного статусу) є слово «містер» (англ. mister, Mr), мосьє (фр.), пан (укр., пол.)
Приклад використання в культурі: американський фільм «Маленька міс Щастя».